# Pistolet LUR Panzer
LUR Panzer – produkowany przez firmę Echave y Arizmendi z Eibar w Hiszpanii pistolet samopowtarzalny kalibru .22 LR wzorowany zewnętrznie na P08 Parabellum. Była to kopia niemieckiego pistoletu samopowtarzalnego  Erma KGP 69.